# Fulton Township (Illinois)
Die Fulton Township ist eine von 22 Townships im Whiteside County im Nordwesten des US-amerikanischen Bundesstaates Illinois. Im Jahr 2010 hatte die Fulton Township 4251 Einwohner.

## Geografie
Die Fulton Township liegt im Nordwesten von Illinois, am östlichen Ufer des Mississippi, der die Grenze zu Iowa bildet. Die Grenze zu Wisconsin befindet sich rund 80 km nördlich.
Die Fulton Township liegt auf 41°52′59″ nördlicher Breite und 90°08′04″ westlicher Länge und erstreckt sich über 55,4 km², die sich auf 44,8 km² Land- und 10,6 km² Wasserfläche verteilen.
Die Fulton Township liegt im äußersten Nordwesten des Whiteside County und grenzt im Norden an das Carroll County. Am gegenüberliegenden Mississippiufer liegt das Clinton County in Iowa. Innerhalb des Whiteside County grenzt die Fulton Township im Osten an die Ustick Township, im Südosten an die Union Grove Township sowie im Süden an die Garden Plain Township.

## Verkehr

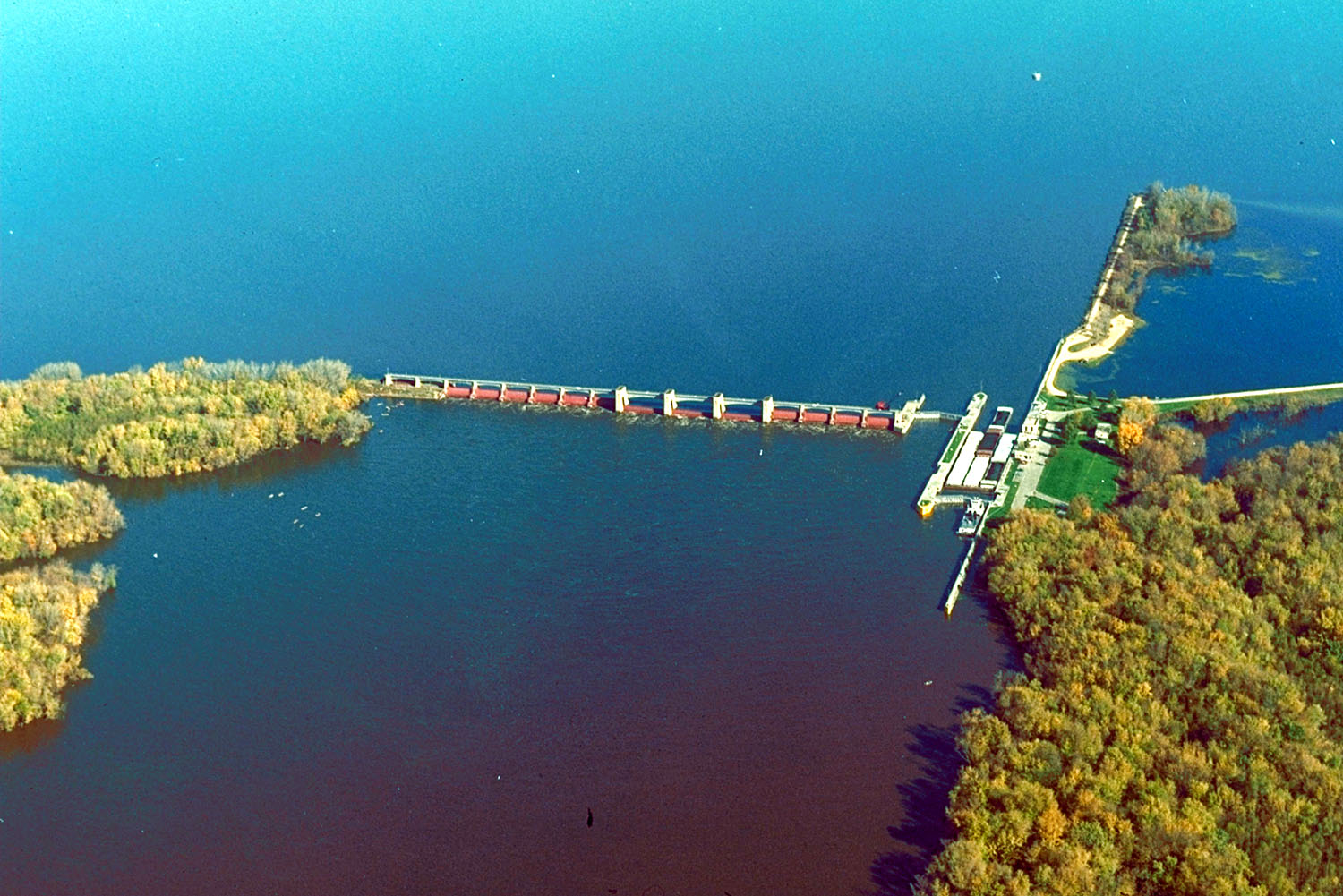
Lock and Dam No. 13, seit 2004 im NRHP gelistet

Der älteste Verkehrsweg ist der Mississippi, auf dem auch heute ein wichtiger Teil der Warenströme durch das Zentrum der USA transportiert wird. Der Fluss wird für große Binnenschiffe durch Stauwerke schiffbar gehalten, von denen sich mit Lock and Dam No. 13 eines zwischen der Fulton Township und dem gegenüberliegenden Ufer in Iowa befindet.
Durch die Fulton Township verläuft entlang des Mississippi die hier den Illinois-Abschnitt der Great River Road bildende Illinois State Route 84. Durch den Südosten der Township führt ein Abschnitt des U.S. Highway 30. Alle anderen Straßen sind County Roads oder weiter untergeordnete und zum Teil unbefestigte Fahrwege.
Durch die Fulton Township verläuft in Nord-Süd-Richtung eine Eisenbahnlinie BNSF Railway. Durch den Süden der Township führt eine Linie der Union Pacific Railroad die von Chicago nach Westen führt.
Der nächstgelegene größere Flughafen ist der rund 70 km südwestlich der Township gelegene Quad City International Airport.

## Demografische Daten
Nach der Volkszählung im Jahr 2010 lebten in der Fulton Township 4251 Menschen in 1867 Haushalten. Die Bevölkerungsdichte betrug 94,9 Einwohner pro Quadratkilometer. In den 1867 Haushalten lebten statistisch je 2,25 Personen.
Ethnisch betrachtet setzte sich die Bevölkerung zusammen aus 97,4 Prozent Weißen, 0,4 Prozent Afroamerikanern, 0,1 Prozent amerikanischen Ureinwohnern, 0,8 Prozent Asiaten sowie 0,3 Prozent aus anderen ethnischen Gruppen; 1,0 Prozent stammten von zwei oder mehr Ethnien ab. Unabhängig von der ethnischen Zugehörigkeit waren 1,5 Prozent der Bevölkerung spanischer oder lateinamerikanischer Abstammung.
21,5 Prozent der Bevölkerung waren unter 18 Jahre alt, 58,0 Prozent waren zwischen 18 und 64 und 20,5 Prozent waren 65 Jahre oder älter. 51,1 Prozent der Bevölkerung war weiblich.
Das mittlere jährliche Einkommen eines Haushalts lag bei 48.889 USD. Das Pro-Kopf-Einkommen betrug 26.011 USD. 6,0 Prozent der Einwohner lebten unterhalb der Armutsgrenze.

## Orte
Neben Streubesiedlung existiert in der Fulton Township mit Fulton eine selbstständige Gemeinde (mit dem Status „City“).